# Olympische Winterspiele 1998/Skilanglauf – 4 × 10 km (Männer)
Die 4 × 10-km-Skilanglaufstaffel der Männer bei den Olympischen Winterspielen 1998 fand am 18. Februar 1998 im Snow Harp in Hakuba statt. Olympiasieger wurde die norwegische Staffel mit Sture Sivertsen, Erling Jevne, Bjørn Dæhlie und Thomas Alsgaard. Die Silbermedaille ging an die Staffel aus Italien, Bronze an Finnland.

## Daten
- Datum: 18. Februar 1998, 10:15 Uhr
- Höhenunterschied: 98 m/52 m
- Maximalanstieg: 51 m/51 m
- Totalanstieg: 410 m/354 m
- 80 Teilnehmer aus 20 Ländern, davon alle in der Wertung

## Ergebnisse
| Platz | Land / Sportler                                                                           | Zeit                                                        |
| ----- | ----------------------------------------------------------------------------------------- | ----------------------------------------------------------- |
| 1     | Norwegen Sture Sivertsen Erling Jevne Bjørn Dæhlie Thomas Alsgaard                        | 1:40:55,7 h 26:20,0 min 25:18,9 min 24:42,3 min 24:34,5 min |
| 2     | Italien Marco Albarello Fulvio Valbusa Fabio Maj Silvio Fauner                            | 1:40:55,9 h 26:04,1 min 25:22,2 min 24:54,4 min 24:35,2 min |
| 3     | Finnland Harri Kirvesniemi Mika Myllylä Sami Repo Jari Isometsä                           | 1:42:15,5 h 26:01,7 min 25:47,5 min 25:31,0 min 24:55,3 min |
| 4     | Schweden Mathias Fredriksson Niklas Jonsson Per Elofsson Henrik Forsberg                  | 1:42:25,2 h 26:33,7 min 26:07,9 min 25:25,2 min 24:18,4 min |
| 5     | Russland Wladimir Legotin Alexei Prokurorow Sergei Krjanin Sergei Tschepikow              | 1:42:39,5 h 26:19,0 min 25:21,2 min 26:02,4 min 24:56,9 min |
| 6     | Schweiz Jeremias Wigger Beat Koch Reto Burgermeister Wilhelm Aschwanden                   | 1:42:49,2 h 26:20,8 min 26:12,0 min 25:31,8 min 24:44,6 min |
| 7     | Japan Katsuhito Ebisawa Hiroyuki Imai Mitsuo Horigome Kazutoshi Nagahama                  | 1:43:06,7 h 26:11,0 min 26:13,9 min 25:15,2 min 25:26,6 min |
| 8     | Deutschland Andreas Schlütter Jochen Behle René Sommerfeldt Johann Mühlegg                | 1:43:16,1 h 25:57,4 min 26:48,8 min 26:01,0 min 24:28,9 min |
| 9     | Österreich Markus Gandler Alois Stadlober Achim Walcher Christian Hoffmann                | 1:43:16,5 h 26:00,9 min 26:28,5 min 25:47,5 min 24:59,6 min |
| 10    | Estland Andrus Veerpalu Raul Olle Elmo Kassin Jaak Mae                                    | 1:44:20,9 h 26:50,0 min 26:14,3 min 26:11,1 min 25:05,5 min |
| 11    | Slowakei Ivan Bátory Martin Bajčičák Andrej Páricka Stanislav Ježík                       | 1:44:31,6 h 26:13,4 min 26:19,1 min 26:28,5 min 25:30,6 min |
| 12    | Ukraine Hennadij Nikon Oleksandr Sarownyj Mychajlo Artjuchow Mykola Popowytsch            | 1:44:33,9 h 26:40,5 min 26:30,9 min 26:04,3 min 25:18,2 min |
| 13    | Frankreich Vincent Vittoz Patrick Rémy Hervé Balland Philippe Sanchez                     | 1:45:00,2 h 26:36,4 min 26:28,5 min 26:11,3 min 25:44,0 min |
| 14    | Belarus Sjarhej Dalidowitsch Aljaksej Trehubou Aljaksandr Sannikou Wjatscheslaw Plaksunow | 1:45:15,3 h 26:14,1 min 27:18,4 min 26:16,8 min 25:26,0 min |
| 15    | Tschechien Lukáš Bauer Martin Koukal Petr Michl Jiří Magál                                | 1:45:35,4 h 26:17,6 min 27:02,6 min 26:12,2 min 26:03,0 min |
| 16    | Kasachstan Pawel Rjabinin Wladimir Borzow Andrei Newsorow Witali Lilitschenko             | 1:46:12,9 h 26:21,1 min 27:16,0 min 25:43,9 min 26:51,9 min |
| 17    | USA Marcus Nash John Bauer Patrick Weaver Justin Wadsworth                                | 1:48:16,4 h 27:19,7 min 27:53,2 min 27:07,9 min 25:55,6 min |
| 18    | Kanada Donald Farley Robin McKeever Chris Blanchard Guido Visser                          | 1:49:27,4 h 28:15,6 min 28:00,3 min 26:20,3 min 26:51,2 min |
| 19    | Spanien Jordi Ribó Diego Ruiz Juan Jesús Gutiérrez Álvaro Gijón                           | 1:49:27,9 h 27:51,4 min 28:26,0 min 26:18,0 min 26:52,5 min |
| 20    | Südkorea Park Byung-chul Ahn Jin-soo Shin Doo-sun Park Byung-joo                          | 1:55:17,1 h 29:05,0 min 29:53,9 min 28:15,2 min 28:03,0 min |